# الملكة سيريكيت
الملكة سيريكيت  (بالتايلندية: สมเด็จพระนางเจ้าสิริกิติ์ พระบรมราชินีนาถ)‏ من مواليد 12 أغسطس 1932م وهي زوجة الملك بوميبول أدولياديج ملك مملكة تايلاند التي تزوجها سنة 1950م وأنجب منها أربعة أبناء من ضمنهم ثلاث بنات وولي العهد ماها فاجيرالونجكورن.

## روابط خارجية
- الملكة سيريكيت على موقع مونزينجر (الألمانية)